# Lucio Picci
Lucio Picci (Forlì, 9 dicembre 1965) è un economista italiano.

## Biografia
È professore ordinario di Politica economica presso l'Università degli studi di Bologna. Si specializzò all'estero, principalmente negli Stati Uniti dove, nel 1996, conseguì il PhD in Economia presso la Università della California, San Diego, sotto la supervisione di Robert Engle.
Si occupa di temi all'intersezione tra le discipline economiche, l'economia dell'innovazione tecnologica e le scienze politiche. Si è interessato del ruolo degli incentivi reputazionali nelle politiche pubbliche, tema di cui si occupa un suo libro, "Reputation-based Governance", pubblicato nel 2011 da Stanford University Press.. In numerosi suoi contributi, in particolare, si è dedicato allo studio della corruzione.
Sue ricerche sono state pubblicate in American Journal of Political Science, Journal of Business & Economic Statistics, Research Policy, The Review of Economics and Statistics e The World Bank Economic Review.
Dal 2019 collabora in qualità di esperto con l'Autorità nazionale anticorruzione. Dal 2015 al 2018 è stato membro  della "Commissione per la garanzia della qualità dell'informazione statistica" presso la Presidenza del Consiglio dei Ministri. Ha collaborato con diverse amministrazioni del Governo italiano e con organizzazioni internazionali. Dal 2007 al 2009 è stato "senior scientist" presso la sede di Siviglia del Joint Research Center della Commissione europea.
Fu tra i fondatori dell'associazione La Città invisibile, di cui dal 1994 al 1996 fu il primo presidente. Nel 1996 fu responsabile dell"organizzazione telematica" della campagna elettorale su Internet della coalizione dell'Ulivo. In passato, all'interno di incarichi di tipo tecnico relativi alle tecnologie dell'informazione, è stato ghostwriter.
È stato protagonista di iniziative per il rispetto delle regole deontologiche accademiche. Nel 1999, quando era ricercatore universitario, prese posizione pubblicamente nei confronti dei casi di plagio accademico in cui fu coinvolto l'economista Stefano Zamagni. Nel 2016 protestò pubblicamente per l'assegnazione del titolo di "emerito" a un professore dell'Università di Bologna che, secondo l'allora Rettore della stessa Università, Fabio Roversi Monaco, era stato responsabile di plagio. Nel novembre 2017, insieme al Prof. Alberto Vannucci dell'Università di Pisa, ha firmato un esposto alla Procura della Repubblica di Campobasso riguardante un concorso universitario vinto dal politico Francesco Boccia. Nel 2018 si candidò alla Presidenza dell'Istat 

## Principali contributi
- Rethinking Corruption. Reasons Behind the Failure of Anti-Corruption Efforts. Cambridge University Press. 2024[16]
- The determinants of cross-border corruption[17]. Public Choice (2020). Con Laarni Escresa.
- Lo zen e l'arte della lotta alla corruzione, Milano, Altreconomia, 2018. Con Alberto Vannucci.
- A New Cross-National Measure of Corruption. The World Bank Economic Review (2017) 31 (1): 196-219. Con Laarni Escresa.
- Actors and Strategies of the Bureaucratic Reputation Game, in Organizational Reputation in the Public Sector, pp. 37-53. A cura di: Arild Waeraas and Moshe Maor. Routledge, 2014.
- Reputation-based governance and making states 'legible' to their citizens. The Reputation Society, pp 141-150. A cura di: Hassan Masum and Mark Tovey. The MIT Press (2012).
- The Internationalization of Inventive Activity: A Gravity Model Using Patent Data. Research Policy, Vol: 39:8, 2010, pp: 1070-1081.
- Reputation-based governance, Stanford, Stanford University Press, 2011.
- Pork Barrel Politics in Postwar Italy, 1953-1994, American Journal of Political Science, vol. 52, no. 2 (2008). Con Miriam A. Golden
- Proposal for a New Measure of Corruption, Illustrated with Italian Data. Economics and Politics, Vol. 17, n. 1, pp. 37-75 (2005). Con Miriam A. Golden
- "Explaining long- and short-run interactions in time series data", Journal of Business Economics & Statistics, (2001).
- Introduzione alla statistica, Bologna, CLUEB, 1998. 2ª edizione con Barbara Pacini,  2. ed. Bologna : CLUEB (2001).
- "Saving, Growth and Investment. A Macroeconomic Analysis using a Panel of Countries", con O. Attanasio and A.E. Scorcu, Review of Economics and Statistics (2000).
- La sfera telematica, Bologna, Baskerville, 1999.[18]